# Дао (язык)
Дао (Maniwo) — папуасский язык, распространённый около реки Дао, восточнее залива Чендравасих, западнее центральных нагорий района Напан округа Паниаи провинции Папуа в Индонезии. Язык дао лексически на 75 % похож на язык ауйе. Население также использует папуасский малайский язык.